# Listă de inventatori
Laurențiu Tibi și Sebi

## A
Laurențiu Tibi Sebi
- André-Marie Ampère
- Laurențiu Andronache[necesită citare]
- Hermann Anschütz-Kaempfe, (1872–1931)
- Nicolas Appert, (1749–1841)
- Arhimede, (287 î.Hr.–212 î.Hr.)
- Avicenna, (973–1037)

Albert Einstein 

## B
- Charles Babbage, (1791–1871)
- Victor Babeș, (1854 – 1926)
- Emanoil Bacaloglu
- Roger Bacon, (1214–1292)
- John Bardeen, (1908–1991)
- Ion St. Basgan
- Alexander Graham Bell, (1847–1922)
- Karl Benz, (1844–1929)
- Friedrich Karl Rudolf Bergius
- Emile Berliner, (1851–1929)
- Tim Berners-Lee, (n. 1955)
- Hilaire Bernigaud Comte de Chardonnet
- Henry Bessemer
- Gerd Binnig, (n. 1947)
- Ottó Bláthy (1860-1939)
- Satyendra Nath Bose, (1894–1974)
- George de Bothezat, (1882–1940)
- Walter Houser Brattain, (1902–1987)
- Louis Braille, (1809–1852)
- Valeri Brainin
- Édouard Branly, (1844–1940)
- Karl Ferdinand Braun, (1850–1918)
- Harry Brearley, (1871–1948)
- Mihai Brediceanu
- Sergey Brin, (n. 1973)
- Isambard Kingdom Brunel
- William Seaward Burroughs

## C
- Cai Lun, (50–121)
- Iustin Capră
- Wallace Carothers, (1896–1937)
- Gheorghe Cartianu
- Anders Celsius
- Ernst Boris Chain
- Alexandru Ciurcu, (1854–1922)
- Henri Coandă
- Samuel Colt, (1814–1862)
- George Constantinescu, (1881–1965)
- Jacques Cousteau, (1910–1997)
- Bartolomeo Cristofori, (1655–1731)
- William Cullen, (1710–1790)

## D
- Gottlieb Daimler
- Gustaf Dalén, (1869–1937)
- Leonardo da Vinci, (1452–1519)
- Humphry Davy, (1778–1829)
- Lee De Forest
- James Dewar, (1842–1923)
- Rudolf Diesel, (1858–1913)
- Christian Doppler
- Anastase Dragomir, (1896–1966)
- John Boyd Dunlop

## E
- George Eastman, (1854–1932)
- Thomas Alva Edison, (1847–1931)
- Albert Einstein
- Willem Einthoven, (1860–1927)
- Douglas Engelbart, (1925–2013)
- John Ericsson, (1803–1889)
- Lars Magnus Ericsson, (1846–1926)

## F
- Michael Faraday, (1791–1867)
- Johann Maria Farina, (1685–1766)
- Enrico Fermi, (1901–1954)
- Robert Fulton, (1765–1815)
- Alexander Fleming, (1881–1955)
- John Ambrose Fleming, (1848–1945)
- Sandford Fleming, (1827–1915)
- Henry Ford
- Jean Bernard Léon Foucault, (1819–1868)
- Benjamin Franklin, (1706–1790)
- Jean Augustin Fresnel, (1788–1827)
- Buckminster Fuller, (1895–1983)

## G
- Dennis Gabor, (1900–1979)
- Galileo Galilei
- Andre Geim, (n. 1958)
- King Camp Gillete
- Alexander Godefoy
- Otto von Guericke, (1602–1686)
- Joseph-Ignace Guillotin, (1738–1814)
- Johann Gutenberg, (1390–1468)

## H
- Stephan Hales
- William Harvey
- Robert A. Heinlein, (1907–1988)
- Joseph Henry, (1797–1878)
- John Herschel, (1792–1871)
- William Herschel, (1738–1822)
- Heinrich Hertz, (1857–1894)
- George de Hevesy, (1885–1966)
- Hilaire
- Albert Hofmann, (1906–2008)
- Herman Hollerith, (1860–1929)
- Robert Hooke, (1635–1703)
- Godfrey Hounsfield
- Elias Howe, (1819–1867)
- Dragomir Hurmuzescu
- Christiaan Huygens, (1629–1695)

## I
- Theodor V. Ionescu

## J
- Al-Jazari, (1136–1206)
- Steve Jobs, (1955–2011)

## K
- Heike Kamerlingh Onnes, (1853–1926)
- Jack Kilby, (1923–2005)
- Al-Kindi, (801–873)
- Robert Koch, (1843–1910)
- Alexei Krylov, (1863–1945)
- Igor Kurchatov, (1903–1960)
- Raymond Kurzweil, (n. 1948)

## L
- Radu Laurențiu, (2024 ruptura la mal)
- Edwin Herbert Land
- Paul Langevin
- Irving Langmuir, (1851–1957)
- Gustav de Laval, (1845–1913)
- Antoni van Leeuwenhoek, (1632–1723)
- Willard Frank Libby, (1908–1980)
- Justus von Liebig, (1803–1873)
- Otto Lilienthal, (1848–1896)
- Ignacy Łukasiewicz, (1822–1882)
- Auguste și Louis Lumière

## M
- Guglielmo Marconi, (1874–1937)
- Gheorghe Marinescu, (1863 – 1938)
- James Clerk Maxwell, (1831–1879)
- Dmitri Mendeleev, (1834–1907)
- Willy Messerschmidt
- Antonio Meucci, (1808–1889)
- Veljko Milković
- Robert Moog, (1934–2005)
- Samuel Morse, (1791–1872)
- Willy Muller
- Pieter van Musschenbroek, (1692–1761)
- Eadweard Muybridge, (1830–1904)

## N
- John Napier, (1550–1617)
- James Naismith, (1861–1939)
- John von Neumann, (1903–1957)
- Thomas Newcomen
- Isaac Newton, (1642–1727)
- Joseph Nicéphore Niépce, (1765–1833)
- Alfred Nobel, (1833–1896)
- Emmy Noether, (1882–1935)

## O
- Kenneth H. Olsen
- J. Robert Oppenheimer, (1904–1967)
- Hans Christian Ørsted, (1777–1851)
- Nikolaus August Otto
- William Oughtred, (1575–1660)

## P
- Larry Page, (n. 1973)
- Alexey Pajitnov, (n. 1956)
- George Emil Palade, (1912 – 2008)
- Blaise Pascal, (1623–1662)
- Les Paul, (1915–2009)
- Nicolae Paulescu, (1869–1931)
- Ivan Pavlov, (1849–1936)
- John Pemberton, (1831–1888)
- Henry Perkin
- Jacob Perkins
- Aurel Persu, (1890–1977)
- Max Planck
- Petrache Poenaru, (1799–1875)
- Christopher Polhem, (1661–1751)
- Joseph Priestley, (1733–1804)

## R
- Harun al-Rashid, (763-809)
- Josef Ressel, (1793–1857)
- Heinrich Rohrer, (1933–2013)
- Wilhelm Conrad Röntgen, (1845–1923)
- Ernő Rubik, (n. 1944)
- Ernst Ruska, (1906–1988)

## S
- Alberto Santos-Dumont, (1873–1932)
- Thomas Savery, (1650–1715)
- Adolphe Sax, (1814–1894)
- Shen Kuo, (1031–1095)
- Murasaki Shikibu, (973–1025)
- William Bradford Shockley, (1910–1989)
- Augustus Siebe, (1788–1872)
- Carl Wilhelm Siemens, (1823–1883)
- Werner von Siemens, (1816–1892)
- Igor Sikorsky, (1889–1972)
- Isaac Singer, (1811–1875)
- John Smeaton
- Elmer Ambrose Sperry, (1860–1930)
- George Stephenson, (1781–1848)
- Simon Stevin, (1548–1620)
- Aurel Stodola, (1859–1942)
- Pavel Sukhoi, (1895–1975)
- Leó Szilárd, (1898–1964)

## T
- Igor Tamm, (1895–1971)
- Edward Teller, (1908–2003)
- Nikola Tesla, (1856–1943)
- Elihu Thomson, (1853–1937)
- Evangelista Torricelli, (1608–1647)
- Richard Trevithick, (1771–1833)

## U
- Jean Baptiste van Helmont

## V
- Viktor Vasnetsov, (1848–1926)
- John Venn, (1834–1923)
- Alessandro Volta, (1745–1827)
- Traian Vuia, (1872–1950)

## W
- Selman Abraham Waksman
- Paul Walden, (1863–1957)
- James Watt, (1736–1819)
- Friedrich Wöhler
- Orville Wright

## Z
- Ludwik Łazarz Zamenhof, (1859–1917)
- Zheng He, (1371–1433)
- Konrad Zuse, (1910–1995)